# Sørlle Buttress
Sørlle Buttress ist ein 1370 m (nach britischen Angaben 1400 m) hoher Berg auf Südgeorgien. In der Allardyce Range ragt er zwischen Mount Spaaman und den Three Brothers auf.
Der South Georgia Survey kartierte ihn im Zuge seiner von 1951 bis 1957 durchgeführten Vermessungskampagne Südgeorgiens. Das UK Antarctic Place-Names Committee benannte den Berg im Jahr 1958. Namensgeber ist der norwegische Walfängerkapitän Petter Sørlle (1884–1933), der 1922 ein Patent für eine Slipanlage für das Anlanden erlegter Wale innehatte und der erste Verwalter der Walfangstation in Stromness war.